# Amt Zwickau
Das Amt Zwickau war eine im Erzgebirgischen Kreis gelegene territoriale Verwaltungseinheit des Kurfürstentums Sachsen.
Bis zum Ende der sächsischen Ämterverfassung im Jahr 1856 bildete es den räumlichen Bezugspunkt für die Einforderung landesherrlicher Abgaben und Frondienste, für Polizei, Rechtsprechung und Heeresfolge.

## Geographische Ausdehnung
Das Amt Zwickau lag zum größten Teil im Norden und Westen des ehemaligen Landkreises Zwickauer Land. Das Kerngebiet des Amts umfasste einen schmalen Streifen an der Zwickauer Mulde von Planitz über Zwickau bis zum heutigen Ortsteil Mosel. Westlich davon erstreckte sich das Gebiet der Ämter Schönfels, Werdau und Crimmitschau von der Quelle der Pleiße bei Ebersbrunn bis zur Stadt Crimmitschau. Im Westen des Amts lag der Werdauer Wald. In Thüringen liegen heute vier Orte im Norden des Amts (Landkreis Altenburger Land) und drei Orte im Westen des Amts (Landkreis Greiz).
Die Herrschaft Wildenfels befand sich zum größten Teil im Wildenfelser Zwischengebirge östlich der Zwickauer Mulde. Die Exklaven des Amts Zwickau lagen südlich und östlich des Amts im angrenzenden Westerzgebirge bzw. nördlich von Chemnitz an der Chemnitz.
Die nach 1832 zum Amt gekommenen Exklaven des Ziegenhierdschen Ländchens lagen westlich des Amts im Gebiet des Herzogtums Sachsen-Altenburg und des Fürstentums Reuß jüngerer Linie (heutiger thüringischer Landkreis Greiz bzw. Gebiet der Stadt Gera).

## Angrenzende Verwaltungseinheiten
|                                         | Herzogtum Sachsen-Altenburg                 | Herrschaft Glauchau     |
| Amt Weida Fürstentum Reuß älterer Linie | Kompassrose, die auf Nachbargemeinden zeigt | Herrschaft Lichtenstein |
| Amt Plauen (Vogtland)                   | Amt Wiesenburg                              | Herrschaft Wildenfels   |

## Geschichte
Ursprünglich war die Region um Zwickau, der von Slawen bewohnte Gau Czwigkow, der südlichste Teil des Pleißenlands. Um 1170 gründete Kaiser Friedrich Barbarossa die Stadt Zwickau. Zum Schutz des Gebietes wurde das Schloss Osterstein in Zwickau errichtet, welches 1292 das erste Mal erwähnt wurde. Seit 1143 gehörte die Zwickauer Region zum Besitz der Markgrafschaft Meißen.
Zunächst gab es in der Region vier Ämter: das Amt Zwickau auf einem schmalen Streifen an der Zwickauer Mulde, die bis 1413 schönburgische Pflege Crimmitschau und das 1397 gegründete reußische Amt Schönfels, von welchem 1435 das Amt Werdau abgespaltet wurde. Einige Orte der Region wurden dem Kloster Grünhain geschenkt und blieben bis zu dessen Säkularisation im Jahr 1533 in dessen Besitz. Dies waren Crossen, Königswalde bei Werdau, Hartmannsdorf bei Werdau, Marienthal, Bockwa, Oberhohndorf, Reinsdorf (anteilig), Lauenhain, Gersdorf bei Crimmitschau, Schedewitz und Weißenborn.
Seit der Leipziger Teilung 1485 gehörten diese vier Ämter, welche durch die schönburgischen Herrschaften im Osten begrenzt wurden, zur ernestinischen Linie der Wettiner. Erst seit der Niederlage der Ernestiner im Schmalkaldischen Krieg 1547 kamen sie in Besitz der Albertiner. Die Reformation fasste in der Gegend sehr zeitig Fuß. 1520 predigte Thomas Müntzer in Zwickau, welcher auf Empfehlung von Martin Luther in die Stadt kam. Bereits 1523 bekannte sich der erste Zwickauer Pfarrer zur lutherischen Reformation. 1525 kam es in der Zwickauer Umgebung zu Bauernaufständen.
Im 16. Jahrhundert gingen die Ämter Schönfels, Werdau und Crimmitschau im Amt Zwickau auf. Die südlich angrenzende Herrschaft Wiesenburg stand nach der Verlehnung an die Edlen von der Planitz im Jahr 1405 in Verbindung mit dem Amt Zwickau. 1591 kam diese an den Rat der Stadt Zwickau, ehe sie 1618 als eigenständiges kurfürstliches Amt Wiesenburg neu gegründet wurde.
Die Herrschaft Wildenfels wurde nach Anerkennung der Landeshoheit des albertinischen Kurfürsten von Sachsen durch das Haus Solms-Wildenfels im Jahre 1706 als Standesherrschaft Wildenfels administrativ dem Amt Zwickau zugeordnet.
Zwischen 1830 und 1856 erfuhr das Amt Zwickau u. a. folgende territoriale Veränderungen:
- 1832: Umgliederung der südlichen Orte des Amts Zwickau und der Exklaven im Westerzgebirge und bei Chemnitz in die angrenzenden Ämter Kirchberg bzw. Schwarzenberg, Stollberg und Chemnitz (Wittgensdorf)[1]
- 1832: Angliederung der Exklaven des Ziegenhierdschen Ländchens bei Gera im Fürstentum Reuß jüngerer Linie vom Amt Borna
- 1835: administrative Angliederung der schönburgischen Landesherrschaft Remse mit den Grundherrschaften Tirschheim und Ziegelheim[2][3][4]
- 1845: durch Gebietstausch zwischen dem Königreich Sachsen und dem Großherzogtum Sachsen-Weimar-Eisenach Angliederung der drei Exklavenorte Stöcken, Walddorf und Wolframsdorf (Waldhäuser) (bis 1815 zum kursächsischen Amt Weida und danach zum sachsen-weimar-eisenachischen Neustädter Kreis gehörig)

1856 wurde das Amt Zwickau in mehrere Gerichtsämter aufgeteilt. Die nach der Verwaltungsreform 1874 im Königreich Sachsen entstandene Amtshauptmannschaft Zwickau bestand zum großen Teil aus dem Gebiet des Amts Zwickau (Gerichtsamtsbezirke Crimmitschau, Werdau, Wildenfels und Zwickau). Die Orte des einstigen Gerichtsamts Remse wurden hingegen im Jahr 1878 an die neu entstandene Amtshauptmannschaft Glauchau abgegeben.

## Zugehörige Orte
| Ort | heutige Ortszugehörigkeit                              | Bemerkungen |
| --- | ------------------------------------------------------ | --- |
| Stadt Zwickau | Stadt Zwickau                                          | mit dem Schloss Osterstein und allen ihrer heutigen Stadtteilen, außer Oberrothenbach (ohne Helmsdorf), Schlunzig und Jüdenhain                                                       |
| Niederplanitz, Oberplanitz, Wendisch-Rottmannsdorf                                                                      | Stadt Zwickau (südwestliche Stadtteile)                | Hüttelsgrün wurde erst um 1900, Neuplanitz im Jahr 1978 angelegt |
| Schedewitz, Cainsdorf, Bockwa                                                                                           | Stadt Zwickau (südliche Stadtteile)                    | |
| Oberhohndorf, Pöhlau (Zwickauer Anteil), Eckersbach, Auerbach                                                           | Stadt Zwickau (östliche Stadtteile)                    | Pöhlau (Wildenfelser Anteil) gehört heute zur Gemeinde Reinsdorf |
| Schneppendorf, Crossen, Mosel (Zwickauer Anteil)                                                                        | Stadt Zwickau (nordöstliche Stadtteile)                | Mosel (Schönburgischer Anteil), Schlunzig und Jüdenhain gehörten zur Herrschaft Schönburg-Glauchau                                                                                    |
| Hartmannsdorf, Helmsdorf, Niederhohndorf                                                                                | Stadt Zwickau (nördliche Stadtteile)                   | Oberrothenbach gehörte zur Herrschaft Schönburg-Glauchau |
| Pölbitz, Weißenborn mit Wüstung Rappendorf, Marienthal                                                                  | Stadt Zwickau (westliche und nordwestliche Stadtteile) | Brand entstand erst im 19. Jahrhundert |
| Reinsdorf (Zwickauer Anteil)                                                                                            | Gemeinde Reinsdorf                                     | kleiner Teil |
| Dennheritz (Zwickauer Anteil) und Niederschindmaas (Zeitzer Anteil)                                                     | Gemeinde Dennheritz                                    | Niederschindmaas (Zeitzer Anteil) gehörte nach 1815 zum Amt Zwickau |
| Seiferitz, Waldsachsen (sächs. Anteil) (beide nur anteilig)                                                             | Stadt Meerane                                          | |
| Stadt Crimmitschau | Stadt Crimmitschau                                     | Mannichswalde mit Rußdorf (Altenburger Anteil), Großpillingsdorf und Kleinpillingsdorf gehörten zum Herzogtum Sachsen-Altenburg                                                       |
| Leitelshain, Wahlen, Gablenz, Rudelswalde                                                                               | Stadt Crimmitschau                                     | |
| Blankenhain, Rußdorf, Langenreinsdorf                                                                                   | Stadt Crimmitschau                                     | |
| Frankenhausen, Gösau, Gosel (sächs. Anteil), Wüstung Mark Sahnau                                                        | Stadt Crimmitschau                                     | |
| Lauenhain, Gersdorf, Harthau                                                                                            | Stadt Crimmitschau                                     | |
| Langenbernsdorf, Trünzig, Stöcken (Trünziger Anteil)                                                                    | Gemeinde Langenbernsdorf                               | Stöcken wurde um 1700 angelegt |
| Niederalbertsdorf, Oberalbertsdorf, Kleinrußdorf                                                                        | Gemeinde Langenbernsdorf                               | |
| Stöcken (Weidaer Anteil), Walddorf, Wolframsdorf(Wolframsdorfer Waldhäuser)                                             | Gemeinde Langenbernsdorf                               | Gehörten bis 1816 als Exklave zum Amt Weida, dann zum Herzogtum Sachsen-Weimar-Eisenach. Kamen 1845 durch Gebietstausch vom Herzogtum Sachsen-Weimar-Eisenach zum Königreich Sachsen. |
| Sorge, Neudeck (sächs. Anteil)                                                                                          | Gemeinde Mohlsdorf-Teichwolframsdorf (Thüringen)       | gehörten damals zu Langenbernsdorf |
| Neukirchen/Pleiße, Schiedel, Culten, Schweinsburg, Kleinhessen mit Bosenhof, Naundorf, Carthause                        | Gemeinde Neukirchen/Pleiße                             | |
| Dänkritz, Lauterbach mit Nichzenhain                                                                                    | Gemeinde Neukirchen/Pleiße                             | Nichzenhain entstand im 16. Jh. |
| Stadt Werdau | Stadt Werdau                                           | |
| Königswalde, Steinpleis, Langenhessen, Leubnitz                                                                         | Stadt Werdau                                           | die Leubnitzer Waldsiedlung entstand erst nach 1945 |
| Beiersdorf, Gospersgrün, Ruppertsgrün, Römersgrün                                                                       | Gemeinde Fraureuth                                     | Fraureuth selbst gehörte damals zum Fürstentum Reuß älterer Linie |
| Lichtentanne, Ebersbrunn, Schönfels, Altrottmannsdorf, Stenn, Thanhof                                                   | Gemeinde Lichtentanne                                  | mit der Burg Schönfels |
| Neumark (mit Oberneumark und Unterneumark mit Erlmühle), Reuth, Schönbach                                               | Gemeinde Neumark (Vogtland)                            | liegen heute im Vogtlandkreis |
| Hauptmannsgrün | Gemeinde Heinsdorfergrund                              | liegt heute im Vogtlandkreis |
| Voigtsgrün, Niedercrinitz (Zwickauer Anteil)                                                                            | Gemeinde Hirschfeld                                    | Niedercrinitz gehörte ab 1832 zum Amt Kirchberg |
| Obercrinitz (ohne Herlagrün) (Exklave), Lauterhofen (Zwickauer Anteil, Exklave), Lauterholz (Zwickauer Anteil, Exklave) | Gemeinde Crinitzberg                                   | gehörten alle ab 1832 zum Amt Kirchberg |
| Stangengrün (Exklave), Cunersdorf (Zwickauer Anteil), Saupersdorf (Zwickauer Anteil, Exklave)                           | Stadt Kirchberg                                        | Cunersdorf und Saupersdorf gehörten ab 1832 zum Amt Kirchberg |
| Wilkau, Silberstraße (Exklave), Culitzsch (Zwickauer Anteil)                                                            | Stadt Wilkau-Haßlau                                    | Culitzsch gehörte nach 1832 zum Amt Kirchberg |
| Niederschlema (Exklave)                                                                                                 | Stadt Aue-Bad Schlema                                  | 1173 als Besitz des Klösterlein Zelle von der niederen Grafschaft Hartenstein abgetrennt; ab 1691 Ratsdorf der Bergstadt Schneeberg, ab 1832 zum Amt Kirchberg                        |
| Auerhammer, Neudörfel (Exklaven)                                                                                        | Stadt Aue-Bad Schlema                                  | beide Orte nach 1550 entstanden; gehörten ab 1832 zum Kreisamt Schwarzenberg bzw. Amt Kirchberg                                                                                       |
| Niederwürschnitz (Exklave)                                                                                              | Gemeinde Niederwürschnitz                              | ab 1832 zum Amt Stollberg |
| Oberwürschnitz (Exklave)                                                                                                | Stadt Oelsnitz/Erzgeb.                                 | ab 1832 zum Amt Stollberg |
| Neuwiese (Exklave) | Stadt Oelsnitz/Erzgeb.                                 | um 1700 entstanden, ab 1832 zum Amt Stollberg |
| Lugau (Exklave) | Stadt Lugau                                            | gehörte ursprünglich zur Grafschaft Hartenstein, ab 1832 zum Amt Stollberg, Stadt seit 1924                                                                                           |
| Oelsnitz/Erzgeb. (kurfürstlicher Anteil) (Exklave)                                                                      | Stadt Oelsnitz/Erzgeb.                                 | ab 1832 zum Amt Stollberg; Stadt seit 1924 |
| Wittgensdorf (Exklave)                                                                                                  | Stadt Chemnitz                                         | ab 1832 zum Amt Chemnitz |
| Murschnitz (Exklave) | Stadt Chemnitz                                         | ab 1816 zum Amt Penig, ab 1832 zum Amt Chemnitz |

| Ort                                     | heutige Ortszugehörigkeit | Bemerkungen                                |
| --------------------------------------- | ------------------------- | ------------------------------------------ |
| Ober- und Niedergrünberg                | Gemeinde Ponitz           | liegen heute im Landkreis Altenburger Land |
| Heyersdorf                              | Gemeinde Heyersdorf       | liegt heute im Landkreis Altenburger Land  |
| Thonhausen (sächsischer Anteil)         | Gemeinde Thonhausen       | liegt heute im Landkreis Altenburger Land  |
| Seelingstädt, Chursdorf und Zwirtzschen | Gemeinde Seelingstädt     | liegen heute im Landkreis Greiz            |

## Amtleute
- ab 1762: Georg Christian Kröhne († 1773)